# Потрійна перевірка
«Потрійна перевірка» — радянський художній фільм, знятий в 1969 році режисером Алоїзом Бренчем.

## Сюжет
1943 рік. Німецько-совєцька війна. На Ленінградському фронті радянський офіцер Климов в несвідомому стані потрапляє в полон. Він погоджується на навчання в німецькій розвідшколі і домагається відправки в радянський тил…

## У ролях
- Ігор Лєдогоров —  Микола Костянтинович Климов, контррозвідник
- Віктор Чекмарьов —  Штиллер, майор, начальник розвідшколи абверу «Д-108»
- Валентина Єгоренкова —  Тамара
- Вія Артмане —  фрау Грета, керівник резидентури
- Дзідра Рітенберга —  старша жіночого відділення
- Паул Буткевич —  Імант Рудзитіс, курсант
- Ігор Владимиров —  Кураєв, полковник абверу
- Улдіс Думпіс —  Краузе, майор СС
- Володимир Козел —  Вєтров, генерал, контррозвідник
- Ірина Куберська —  Валентина, співробітниця школи абверу
- Геннадій Нілов —  Волошин
- Лаймонас Норейка —  полковник Гамов, контррозвідник
- Гурген Тонунц —  Ахмет, він же Джафаров, шпигун
- Георгій Шевцов — епізод
- Тетяна Ігнатова — епізод
- Станіслав Фесюнов —  Синіцин
- Ігор Боголюбов —  Іванов
- Раднер Муратов —  Хабібуллін, радянський контррозвідник
- Віктор Плют —  Штайненберг
- Володимир Еренберг —  Ратфельд, бригадефюрер, генерал-фельдмаршал абверу
- Людмила Аржанікова — епізод
- Артур Дімітерс — епізод
- Волдемар Зандберг — епізод
- Віктор Тарасов —  Буряк
- Вадим Жук — епізод

## Знімальна група
- Автори сценарію:  Освальд Кубланов,  Андрій Донатов
- Режисер: Алоїз Бренч
- Оператор: Генріх Піліпсон
- Художник:  Віктор Шильдкнехт
- Композитор:  Веніамін Баснер
- Звукооператор:  Аділь Шахвердієв